# Seńków
Seńków (ukr. Сеньків) – wieś na Ukrainie, w obwodzie tarnopolskim, w rejonie tarnopolskim.